# Off Road Challenge
 (novembre 2018).
Si vous disposez d'ouvrages ou d'articles de référence ou si vous connaissez des sites web de qualité traitant du thème abordé ici, merci de compléter l'article en donnant les références utiles à sa vérifiabilité et en les liant à la section « Notes et références ».
Off Road Challenge est un jeu vidéo de course sorti en 1997 sur arcade et en 1998 sur Nintendo 64. Le jeu a été développé par Avalanche Software et édité par Midway.